# Zanohtnica
Zanóhtnica ali paronihíja je vnetje obnohtja, največkrat zaradi okužbe s kandido ali stafilokoki. Gre za zelo pogosto bolezen. Zdravljenje je odvisno od stopnje napredovanja bolezni ter od tega, ali gre za akutna akutno ali kronično vnetje. Ob blažjih oblikah zadostujejo že obkladki in kopeli v razkužilu, pri hujših oblikah pa je treba obiskati zdravnika. V nekaterih primerih je potrebno antibiotično zdravljenje ter kirurška odstranitev ognojka.

## Epidemiologija
Zanohtnica je zelo pogosta bolezen in predstavlja najpogostejšo obliko vnetij na roki. Trikrat pogosteje se pojavlja pri ženskah. Večje tveganje imajo osebe, ki imajo pogosto in daljši čas roke ali noge v vodi, na primer pomivalci posode.

## Znaki in simptomi
Zanohtnica se kaže kot vnetje obnohtja, ki lahko nastane zelo nenadno (zlasti, če je povzročitelj bakterija S. aureus) ali postopoma (če jo povzroča Candida albicans). Najpogosteje sta prizadeta kazalec in sredinec. Prizadeti predel obnothja je pordel, otekel in boleč; lahko je prisoten izcedek. Če vnetje napreduje, se lahko pojavi ognojek, rdečina in oteklina pa se lahko razširita na cel prst ali celo na roko. Bližnje bezgavka|bezgavke lahko postanejo postanejo otekle in boleče na otip, pojavita se pa lahko tudi vročina in splošno slabo počutje.

## Zdravljenje
Zdravljenje je odvisno od stopnje napredovanja bolezni ter od tega, ali gre za akutno ali kronično vnetje. Ob blažjih akutnih oblikah zadostujejo že obkladki in kopeli v razkužilu oziroma kamilične kopeli, pri hujših oblikah pa je treba obiskati zdravnika. V nekaterih primerih, ko je vnetje razširjeno ali če gre za splošno slabo počutje z vročino,  je potrebno antibiotično zdravljenje.  Če se v obnohtju pojavi ognojek, ga je treba kirurško odstraniti. Pri kronični zanohtnici je ključnega pomena prekinitev kroničnega draženja obnohtja. Tudi kronična zanohtnica se povečini zdravi konzervativno, kirurško zdravljenje pa je potrebno le redko.